# ثيازولين
ثيازولين هو مركب عضوي حلقي غير متجانس وغير مشبع له الصيغة الكيميائية C3H5NS، ويكون على شكل سائل شفاف.
يتألف المركب بنيوياً من حلقة خماسية حاوية على ذرتين غير متجانستين غير متجاورتين، وهما ذرة نتروجين وذرة كبريت؛ بالإضافة إلى وجود رابطة مضاعفة واحدة.

## المتصاوغات
يوجد من هذا المركب ثلاثة متصاوغات بنيوية ممكنة، وذلك حسب موقع الذرات غير المتجانسة بالنسبة للرابطة المضاعفة؛ وهي:
- 2-ثيازولين
- 3-ثيازولين
- 4-ثيازولين

يعد المركب 2-ثيازولين أكثر هذه المتصاوغات شهرة.

## التحضير
حضر ريشارد فيلشتيتر الثيازولين لأول مرة سنة 1909 من تفاعل ألكلة مضاعفة لمركبات ثيوأميد.
تحضر مشتقات 2-ثيازولين من مشتقات 2-أمينو إيثانثيول (مثل سيستيامين cysteamine).
كما يمكن أن تجرى عملية التحضير بواسطة تفاعل أسينغر Asinger reaction.

## الاستخدامات
يدخل الثيازولين كوحدة بنائية في عدد من الجزيئات الحيوية، مثل لوسيفرين اليراع Firefly luciferin، وهو لوسيفرين مصدر للضوء في اليراع.
كما يتم إنتاج السيستئين صناعياً من الثيازولينات المستبدلة.

## اقرأ أيضاً
- ثيازول
- إيزوثيازول
- ثيازوليدين
- أكسازولين
- ثياديازول
- بنزوثيازول